# Deverra
Deverra je biljni rod iz porodice štitarki smješten u tribus Apieae, dio potporodice Apioideae. Pripada mu devet priznatih vrsta gotovo bezlisnih metlastih grmića ili grmova iz Sjeverne i južne Afrike, Arapskog poluotoka i Sinaja

## Vrste
1. Deverra battandieri (Maire) Podlech
2. Deverra burchellii (DC.) Eckl. & Zeyh.
3. Deverra denudata (Viv.) Pfisterer & Podlech
4. Deverra juncea Ball
5. Deverra rapaletsa Magee & Zietsman
6. Deverra reboudii Coss. & Durieu
7. Deverra scoparia Coss. & Durieu
8. Deverra tortuosa (Desf.) DC.
9. Deverra triradiata Hochst. ex Boiss.